# Le Pendu de Saint-Pholien
Le Pendu de Saint-Pholien est un roman policier de Georges Simenon publié en février 1931 ; il fait partie de la série des Maigret.
Le roman est tiré d'un fait divers réel, le suicide par pendaison à la clenche de l'église Saint-Pholien du peintre Joseph Jean Kleine, le 2 mars 1922
Simenon écrit ce roman durant l'automne 1930.

## Résumé

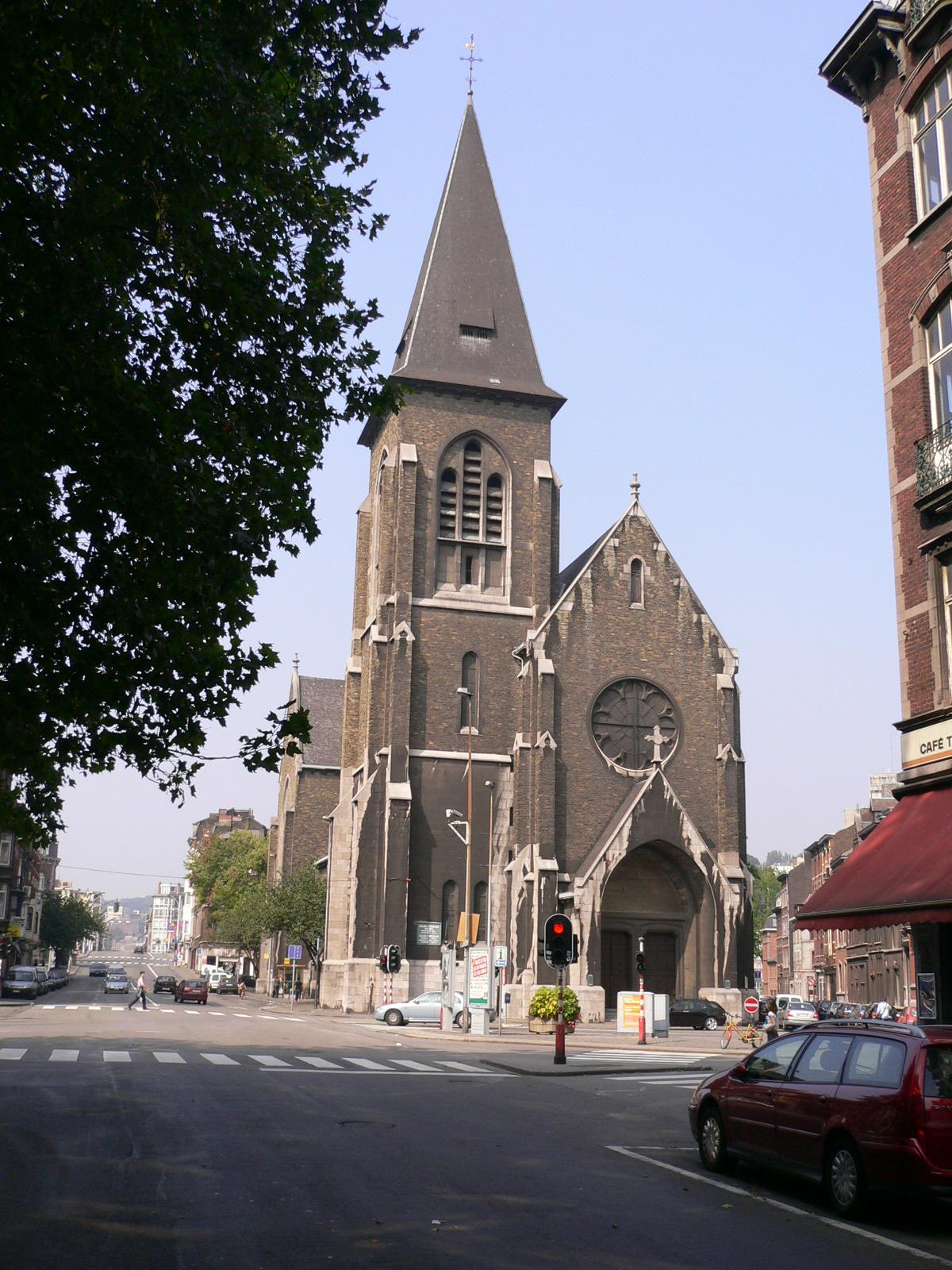
L'Église Saint-Pholien, un des lieux de l'intrigue.

Au terme d'une mission accomplie à Bruxelles, Maigret, intrigué par un individu suspect aperçu dans un petit café de la ville, le suit jusqu'à son arrivée à Brême, où l'inconnu, qui s'appelle Jeunet, se suicide en constatant qu'on a substitué à sa valise une autre toute semblable. Maigret, qui avait procédé à cette substitution à la gare de Neuschanz, s'aperçoit que la valise de Jeunet contient de vieux vêtements tachés de sang. À la morgue, un certain Van Damme, qui s'occupe d'import-export, vient voir le cadavre. Maigret, de retour à Paris, apprend que Jeunet s'appelle en réalité Lecocq d'Arneville, originaire de Liège. À Reims, où le commissaire est appelé par l'enquête, Lecocq a été vu récemment avec Belloir, sous-directeur de banque ; chez Belloir, Maigret retrouve Van Damme, en compagnie de Lombard, photograveur à Liège, et de Janin, sculpteur à Paris : tous ces personnages sont originaires de Liège. 
C'est dans cette ville que Maigret poursuit une enquête dangereuse (on tente de l'assassiner), qu'il retrouve Van Damme, Belloir et Lombard et qu'il découvre le nœud de l'affaire : le suicide de Klein, trouvé pendu dans le porche de l'église Saint-Pholien, dix ans auparavant. Tous ces Liégeois que Maigret a rencontrés sur sa route avaient formé, lorsqu'ils étaient étudiants, une petite société secrète, les « Compagnons de l'Apocalypse », dont faisait aussi partie Willy Mortier, plus riche qu'eux. Les jeunes gens passaient, dans l'atmosphère morbide du taudis de Klein, des nuits d'orgies, laissant libre cours à leurs idées libertaires et excentriques. 
Lors d'une de ces réunions, une nuit de Noël, Klein, excité par l' « idée » du meurtre, a tué Mortier avec l'aide de Belloir, devant les autres restés passifs. Les six compagnons ont fait disparaître le cadavre et se sont dispersés, sauf Lecocq d'Arneville et Klein, les plus pauvres et les plus faibles. Klein s'est suicidé peu après ; la vie a continué pour les autres. Seul Lecocq d'Arneville restait hanté par le crime ; il avait même changé d'identité pour oublier, il s'était marié, mais le souvenir de cette nuit de Noël le poursuivait, l'empêchait de mener une existence normale. Et il voyait les quatre autres réussir leur vie, certains fonder un foyer... C'est alors qu'il a commencé à faire chanter ces « voleurs de bonheur » pour venger les deux morts, pour « se venger lui-même » : il avait à sa disposition les vêtements tachés de sang de Belloir dont il se servait pour faire payer les autres ; lui, brûlait les billets de banque qu'il recevait. 
Maigret laissera la liberté à ces « gamins » qui ont eux-mêmes des enfants.

## Aspects particuliers du roman
Enquêtant sur un meurtre vieux de dix ans, Maigret est avant tout soucieux de connaître les motivations profondes du drame et de comprendre les personnages qui y ont été mêlés. L’explication viendra des trois derniers chapitres, qui baignent dans une atmosphère particulièrement lourde et tendue.
Cet épisode figurera également dans le roman Les Trois crimes de mes amis.

## Fiche signalétique de l'ouvrage

### Cadre spatio-temporel

#### Espace
Brême. Reims. Paris. Liège. 

#### Temps
Époque contemporaine ; l’enquête se déroule du 25 au 30 novembre.

### Les personnages

#### Personnage principal
Jean Lecocq d’Arneville, alias Louis Jeunet, Liégeois. Mécanicien. Marié, un fils. Il se suicide au début de l’enquête. 32 ans.

#### Autres personnages
- Joseph Van Damme, agent commercial à Brême, 32 ans.
- Jef Lombard, photographe à Liège.
- Maurice Belloir, sous-directeur de banque à Reims.
- Gaston Janin, sculpteur à Paris.
- Emile Klein, « le pendu de Saint-Pholien », étudiant qui s’est suicidé à 20 ans, dix ans plus tôt.
- Willy Mortier, étudiant assassiné dix ans plus tôt.

## Éditions
- Édition originale : Fayard, 1931
- Livre de poche, dépot légal n°1285 1er trimestre 1972
- Tout Simenon, tome 16, Omnibus, 2003  (ISBN 978-2-258-06101-9)
- Livre de Poche, no 14255, 2004  (ISBN 978-2-253-14255-3)
- Tout Maigret, tome 1, Omnibus,  2019  (ISBN 978-2-258-14806-2)

## Adaptations
- The Children's Party, téléfilm anglais de Gerard Glaister avec Rupert Davies, diffusé en 1961.
- Maigret et le Pendu de Saint-Pholien, téléfilm français d'Yves Allégret avec Jean Richard, ainsi que Patrick Bouchitey et Michel Blanc, diffusé en 1981.

## Source
- Maurice Piron, Michel Lemoine, L'Univers de Simenon, guide des romans et nouvelles (1931-1972) de Georges Simenon, Presses de la Cité, 1983, p. 258-259  (ISBN 978-2-258-01152-6)